# Lena Katina
Elena Serguéievna Kátina (en ruso: Еле́на Серге́евна Ка́тина) (Moscú, Unión Soviética, actual Rusia, 4 de octubre de 1984), popularmente conocida como Lena Kátina es una cantante, compositora, productora discográfica, actriz, pianista, activista y psicóloga rusa. Nacida y criada en Moscú, estuvo en diversos grupos infantiles como Avenue y Neposedi. Saltó a la fama en el año 2002 como miembro del dúo t.A.T.u., el primer dúo en la historia de la música rusa que alcanzó éxito internacional vendiendo más de 5 millones de copias en varios países del mundo.
Tras la disolución del dúo en el año 2009 dos años después publicó su primer sencillo de su álbum debut This is Who I Am. «Never Forget» la canción original pudo ingresar en las listas de diversos países alrededor del mundo mientras su versión remix se colocó en el puesto número uno en Hot Dance Club Play de Billboard y Billboard Grecia, convirtiéndose en la primera artista solista rusa en obtener número uno de la lista  'Billboard.
Su álbum debut This is Who I Am fue lanzado en el año 2014 ingresando en las listas de varios países.

## Vida y carrera

### 1984-1998: Niñez e inicios artísticos

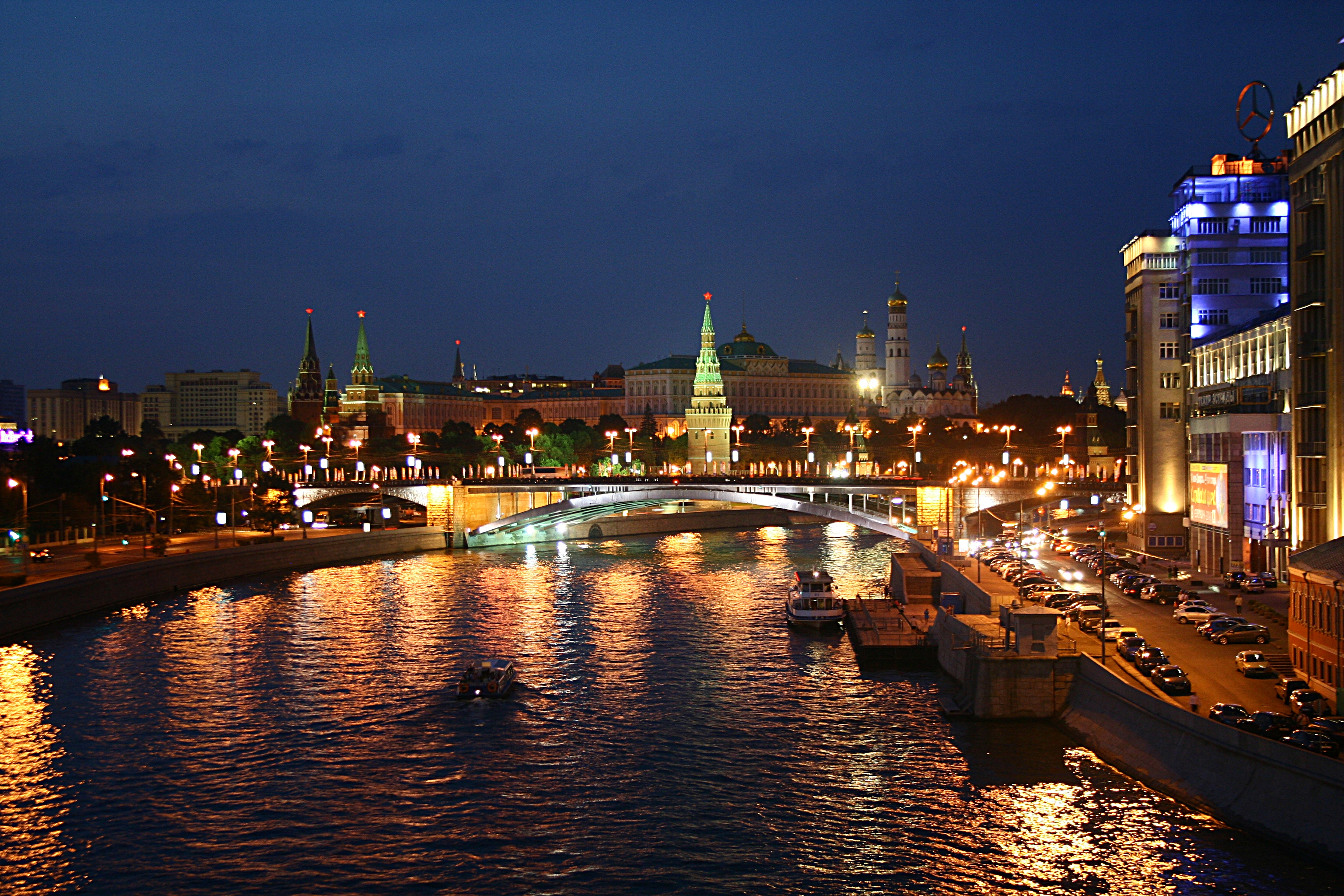
Moscú Rusia; ciudad natal de Lena Kátina

Lena Serguéievna Kátina (en ruso: Ле́на Серге́евна Ка́тина), nació el 4 de octubre de 1984 en Moscú, en donde vivió toda su infancia y parte de su adolescencia.  Es la única hija de Serguéi Katin; que en sus años fue un famoso productor y compositor; también conocido como creador de la banda Dyuna, una banda de pop muy popular en la década de 1980 y de Inessa Kátina; una productora musical, que se graduó en la Universidad de música de Rusia.
Tiene dos medios hermanos, su media hermana menor Katya tiene un padre diferente y su medio hermano Iván tiene una madre diferente. Fue criada en el cristianismo ortodoxo ruso. Animada por sus padres, a la edad de cuatro años, comenzó a explorar su talento artístico comenzando asistir a clubes deportivos, solía practicar: gimnasia, patinaje artístico, natación, carreras de caballos, bailes de salón, dibujo y actuación, e incluso se ha rumoreado que su verdadero sueño era en convertirse en una verdadera campeona olímpica, y que su padre, sin embargo, no estaba demasiado ilusionado por su pasión por el deporte y la condujo por el camino de la música.
En una entrevista de Telehit afirmó que, cuando era más joven, ella solía escuchar artistas como Led Zeppelin, Deep Purple y Pink Floyd.
En 1993, Kátina se convirtió en solista de la banda Avenue, a la edad de 9 años en que 3 años después abandona para hacer casting a la banda más prestigiosa de aquel entonces llamado Neposedi (Niños Traviesos) a la edad de 12 años, en la audición interpretó una canción en francés dejando muy impresionado al jurado por su calidad de voz, durante su estancia en el grupo Katina convivió con artistas reconocidos en Rusia como: Yúliya Vólkova, Vlad Topálov y a Serguéi Lázarev, dejó la agrupación 3 años después.

### 1999-2009: t.A.T.u.

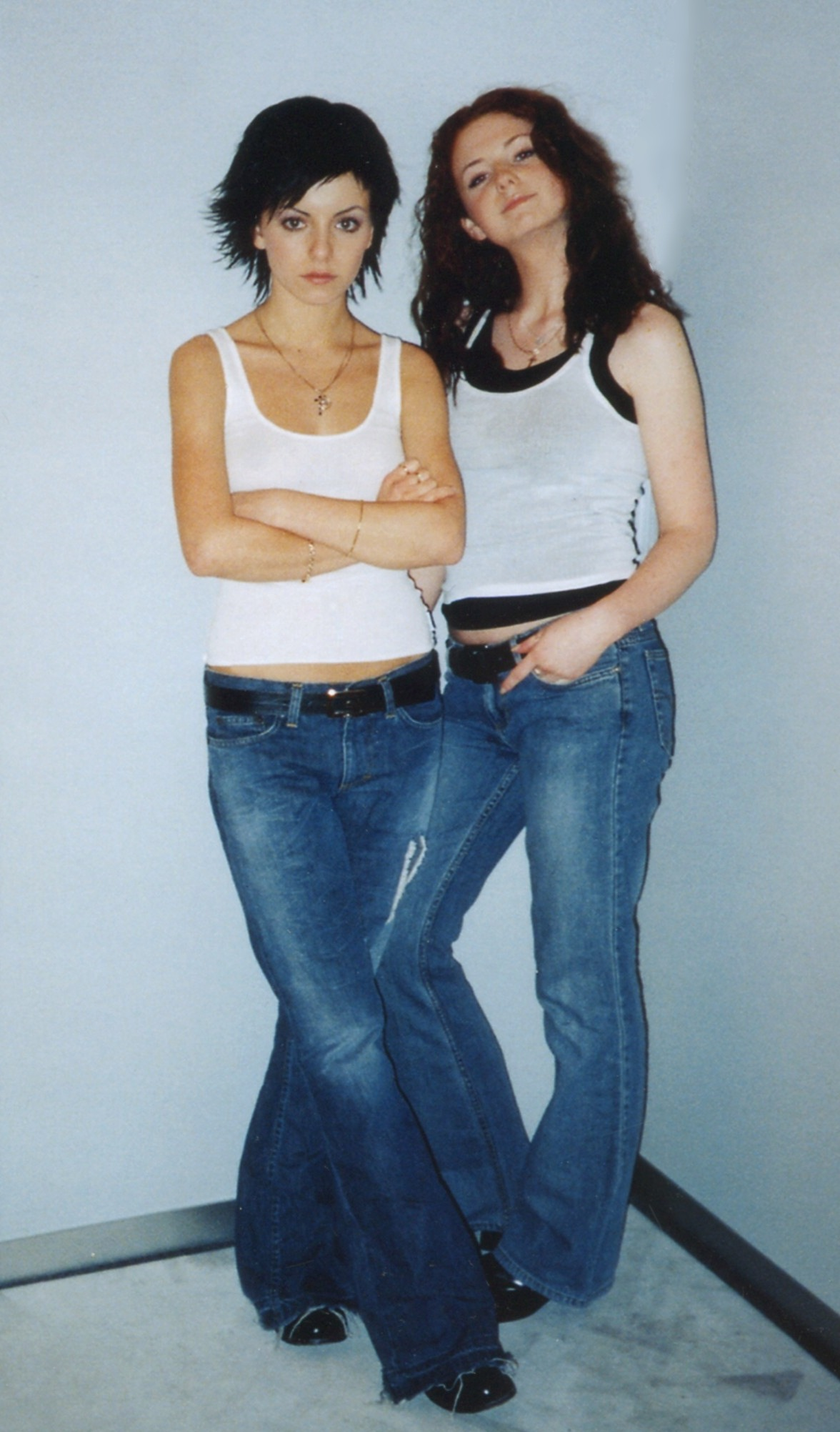
Lena y Julia formando t.A.T.u en sus inicios

Iván Shapoválov y su amigo de negocios Alexander Dimayuga, elaboraron planes para crear un proyecto musical en Rusia, en donde realizaron audiciones en Moscú a principios de 1998 para vocalistas adolescentes femeninas, en donde 400 niñas se presentan al casting, entre todas ellas Katina presentándose con el tema de la banda sueca  Roxette  «It Must Have Been Love»,  donde se redujo en un total de diez niñas, incluyendo a Lena, habiendo resaltado nuevamente entre las nueve chicas, Shapovalov se dirigió a Lena diciendo:  «Eres justo lo que necesito» convirtiéndola en su primera elegida.
Con el proyecto en desarrollo tuvo la de grabar demos (acreditado como t.A.T.u.) como «Yugoslavia» demo hecho sobre el  Bombardeo de la OTAN sobre Yugoslavia, además tuvo su primera clase de vocalización para un importante anuncio de televisión para la línea de bebidas llamada "Bebida de Chernogolovka" creado por su productor Shapovalov para la compañía de "OST". Después de las demostraciones de Katina, Shapovalov insistió en que otra chica se agregara al proyecto así que a finales de 1999, a la edad de 14 años, Julia Volkova se añadió al grupo. Ambas incluidas en el proyecto, su productores les establecieron un contrato muy estricto, que establecía lo que debían hacer, lo que debían decir y hasta cómo debían sentirse, Katina se le estableció bajar diez kilos y a su compañera, cortar su cabello naturalmente rubio y teñírselo de negro, y mostrar una imagen completamente lésbica, ambas chicas aceptaron con la aprobación de sus padres, así que en el año 2000 empezaron a grabar su primer disco.
Lena se despidió de su escuela en el 2001, cuando el dúo con su compañera Julia había comenzado su asalto de Europa después de conquistar a Rusia y embargándose en su primera gira mundial  200 Po Vstrechnoy Tour; consiguió el reconocimiento internacional al lanzar su álbum debut en inglés "200 km/h in the Wrong Lane"  versión de 200 Po Vstrechnoy en donde Las ventas mundiales del álbum fueron de 13 000 000 de copias el récord de ventas de leyendas como The Beatles, Michael Jackson y Madonna, convirtiéndose en el grupo ruso más exitoso de todos los tiempos, siendo el único dúo ruso en conseguir tal éxito.

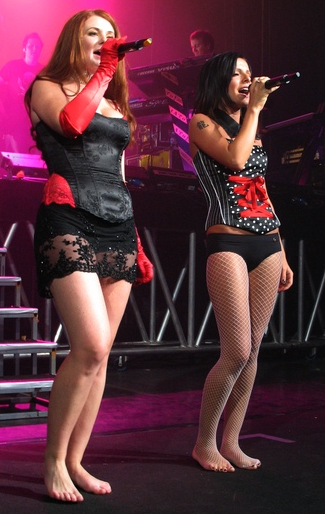
t.A.T.u. durante su actuación en Moscú, de 2008.

En medio de la fama de Rusia, Europa y Estados Unidos participan en el Festival de la Canción de Eurovisión 2003, que tuvo lugar en Riga, Letonia, donde se presentaron con la canción Ne ver' ne boysia, obteniendo el tercer lugar a diferencia de 3 puntos del ganador.
En 2004 decidieron dejar a su productor y mánager Shapovalov y revelaron que su relación lésbica era una imagen publicitaria, pero que siempre iban a apoyar a la LGTB en todos los sentidos.
En 2005 publican su segundo álbum en inglés y en ruso “Dangerous and Moving” y “Lyudi Invalidy”, ganando discos de oro y platino alrededor del mundo, en el año 2008 participó en la película You and I junto con su compañera Julia; ese mismo año lanzaron su tercer álbum en ruso titulado Vesyolye Ulybki ("Happy Smiles"), que pertenece a la banda sonora de la película y en 2009 lanzan la versión inglesa de Vesyolye Ulybki llamado Waste Management, iniciando un tour por toda Rusia.
En marzo de 2009, una declaración por parte del dúo fue lanzada en el sitio oficial que indicaba que el dúo, ya no sería un "proyecto de tiempo completo" y que ambas integrantes se iban a dedicar a sus carreras en solitario, se finalizó la discografía un doble álbum de remezclas de Waste Management digitalmente agradeciendo a los fanes su lealtad durante los 12 años de historia del dúo.

### 2009-2011: Inicios como solista

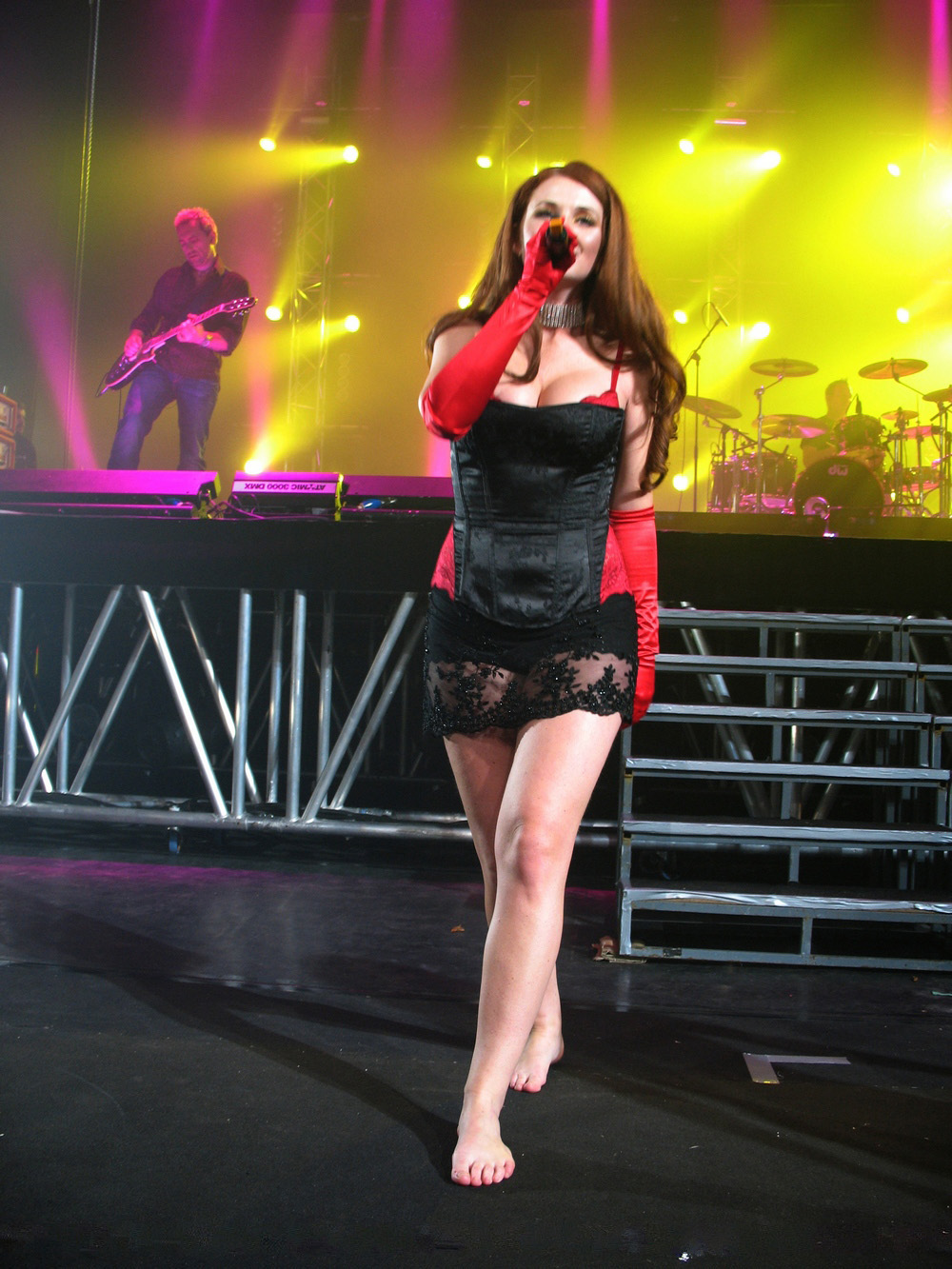
Lena y Julia en un concierto en Bacardi con t.A.T.u en el 2008

Poco después de la separación de t.A.T.u anunció que comenzaría con su carrera en solitario; junto con el apoyo del equipo directivo del dúo, su página web fue lanzada el 11 de septiembre de 2009.
El 31 de marzo de 2010, dio un preacústico presentando sus dos primeras canciones trabajadas, tituladas «Just A Day» y «Lost In The Dance»; también organizó una reunión con sus fanes en el camino de Los Ángeles, el 26 de abril de 2010.
Su primera actuación tuvo lugar en el legendario Club Trovador de Los Ángeles, el 30 de mayo de 2010, después se presentó en dos más, el primero fue en la ciudad de Milwaukee, EE. UU., el 12 de julio de 2010, lugar donde se celebra el festival más antiguo de música LGBT "PrideFest" donde en su día debutaron artistas como: Etta James, Cyndi Lauper, Wanda Sykes, Natasha Bedingfield, Kathy Griffin, entre otros; y su última presentación fue en San Francisco, California el 17 de septiembre de 2010 en el Club “1015 Folsom", y después de su actuación, ofreció una firma de autógrafos. en 2010 también colabora con la banda de post-hardcore canadiense Abandon All Ships en la canción "Your Guardian Angel" del disco "Geeving".
El 29 de septiembre de 2010, fue la invitada especial de la ceremonia de Billboard Rusia donde interpretó el tema «Lost In The Dance» así como también reencontrándose con su compañera Julia Volkova y dando entrevistas a diferentes televisoras rusas.
En el mes de noviembre del mismo año se informó que Troy Maccubbin, guitarrista de la banda de Katina, abandonaba al proyecto debido a "diferencias" entre Katina y su productor ejecutivo Boris Renski, sin embargo las palabras de Troy fueron que fue obligado a dejar a Katina, sin dejar claro el conflicto, tenía previsto actuar en Dallas, Texas, el 3 de febrero de 2011, para la pre-fiesta del Super Bowl pero el 31 de enero de 2011, se anunciaba que la presentación había sido cancelada, debido a la falta de promoción por parte de los promotores del evento.
Participó en el reality show del canal televisivo de MTV Rusia titulada  “Mama, I want to be a star!” (Mamá, quiero ser una estrella) en el primer episodio de la primera temporada del reality; fue trasmitido el 19 de marzo de 2011, y finalmente en el mes de abril, a través de su canal en YouTube, presenta la sustitución de Troy Maccubbin por el guitarrista Jörg Kohring.

### 2011-presente: primeros éxitos: Never Forget, otros sencillos
A través de su página de Facebook anuncio el nombre de su primer sencillo «Never Forget» que se estrenó el 17 de junio de 2011 en la radio mexicano FMTU de Monterrey  teniendo un gran éxito inmediato el día de su propio estreno, las redes sociales de la estación se vieron saturadas por fanáticos que solicitaban el sencillo, la estación estuvo escuchada en países como: Rusia, Japón, Brasil, Inglaterra, Italia, Polonia, entre otros países. el video oficial se filtró en el blog del estadounidense Perez Hilton el 2 de agosto de 2011, pero el 5 de agosto de 2011 se estrenó el vídeo en su canal oficial de YouTube subiendo una versión censurado y no censurado del video, fue lanzada a la venta digital el 9 de agosto de 2011 a través de iTunes y Amazon, incluyendo como B- side la canción «Stay»,.

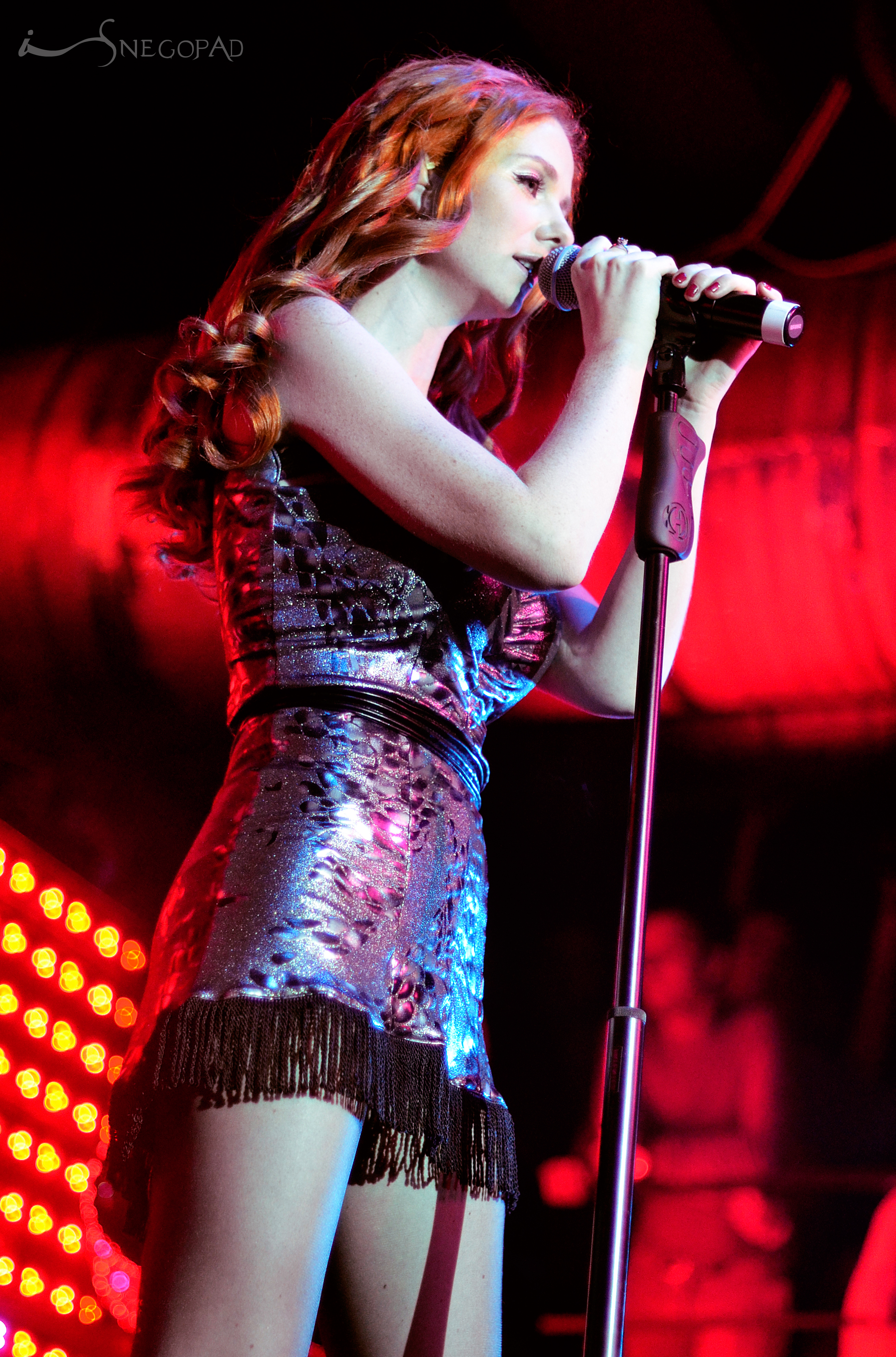
Lena durante una actuación en Moscú.

El 7 de agosto de 2011 mediante un videoblog dio a conocer su colaboración con la banda electropop mexicano Belanova en el tema  «Tic-Toc» que se incluyó en el quinto álbum de estudio de la banda titulado Sueño Electro II. Para la promoción en México de su primer sencillo como solista, se presentó en conciertos masivos como "El Evento 40" de la emisora Los 40 Principales México donde también interpretó «Tic-Toc» a dueto con Belanova, y en la ciudad de Chihuahua en el evento "Viva la Radio".

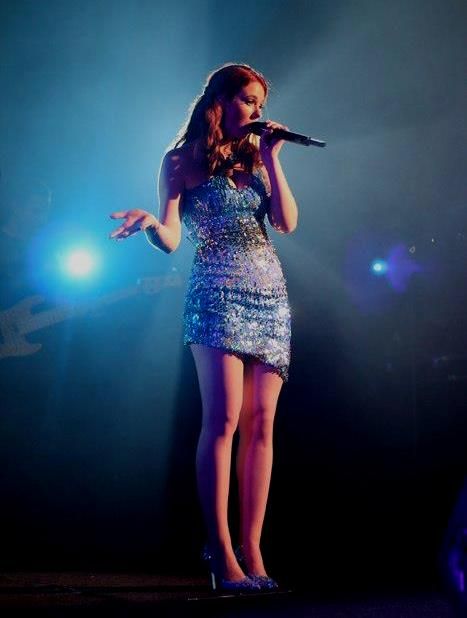
Lena, presentándose en México en 2011.

El 13 de diciembre de 2011 llevó a cabo una presentación en línea en la sala de conciertos FanKix, en donde fue trasmitido en América, Asia, Shanghái, Tokio, Europa, África, Londres y Moscú presentando sus canciones trabajadas durante los tres años de ausencia.
Mediante su sitio oficial, el 10 de febrero de 2012, anunció el lanzamiento de un EP remix de «Never Forget» a cargo por el Dj Dave Audé que se liberó en marzo de 2012 través de las tiendas iTunes, Amazon y  Beatport. en donde debutó la versión remix en la lista Dance/Club Play Songs de Billboard EE. UU. en el puesto #38,. Semanas después alcanza el puesto número uno en el chat de Billboard EE. UU.. convirtiéndose en la primera artista solista rusa en lograrlo, y poco después número uno en el chat de Billboard Grecia.
Colabora con el Dj alemán Clark Owen con el sencillo titulado «Melody» que fue lanzado a la venta digital el 24 de abril de 2012 a través de iTunes y Amazon y el vídeo oficial fue estrenado el 5 de mayo de 2012 a través de una presentación acústica en el club Bardot Hollywood. también colabora con el rapero ruso T-killah en el tema «SHOT» que fue estrenado en la radio rusa LOVE el 30 de septiembre de 2012 y con el compositor y Dj ruso Sergio Galoyan con el tema «Paradise» que fue estrenada el 24 de octubre de 2012.
El 10 de septiembre de 2013 Lena reveló a través de sus redes sociales el primer tráiler de su nuevo sencillo "Lift Me Up". El 25 de septiembre lanzó a través de la tienda virtual iTunes la canción y su versión en español "Levántame". El 1 de octubre se estrenó a través de su canal de YouTube el vídeo.

## Filantropía
Además de su carrera musical, Katina es una filántropa que ha contribuido en varias obras humanitarias y de caridad, en el año 2008 participó en el proyecto ”Eyes To Eyes. Women Against AIDS”, proyecto que contribuye a las mujeres contra el sida, bajo la premisa de enseñar a las mujeres jóvenes los riegos de la enfermedad bajo iniciador del proyecto; el fotógrafo ruso Serge Golovach, posando semidesnuda para el lente de Golovach, las fotos fueron exhibidas el día 10 de abril de 2008 en el Museo Politécnico de Moscú. Un año después; en 2009, participa en la víspera del Día Mundial de la Tuberculosis, en Moscú, evento organizado nuevamente por Golovach, llevándose en el día 23 de marzo de 2009, en el Museo Politécnico de Moscú; presentando fotografías de Katina y otros artistas famosos que apoyan a la causa.
Después de que el terremoto y tsunami golpeara Japón el 11 de marzo de 2011, después de 10 meses de la tragedia libera la canción Keep On Breathing, el 13 de diciembre de 2011, este sencillo fue lanzado con el fin de apoyar a los niños que han sufrido la tragedia y no han podido superarlo, palabras de Katina fueron las siguientes:

"Estamos lanzando esta canción para apoyar a los niños japoneses que han sufrido hasta el momento presente, después del terremoto y tsunami. Sus dólares y centavos puede hacer una diferencia".

los ingresos fueron y serán destinados a la fundación japonesa Ashinaga, una organización sin fines de lucro que brinda apoyo a los niños desfavorecidos en Japón. Archivado el 16 de abril de 2012 en Wayback Machine.

## Vida personal
En agosto de 2013 se casó con el músico esloveno "Sash Kuzma" (Sasha Kuzmanović), el 22 de mayo de 2015, su marido Sasha y ella anunciaron el nacimiento de su hijo Aleksandr. El 19 de agosto de 2019, se divorcia de Sash Kuzma.
En junio de 2021, Katina anunció que tenía una relación con el empresario ruso Dmitry Spiridonov, el director ejecutivo de CloudPayments. La pareja se casó el 16 de junio de 2022 en Moscú. Tuvieron un hijo el 11 de julio de 2023, llamado Demyan.

## Activismo
En septiembre de 2012, Katina y su banda fueron a San Petersburgo para el apoyo al festival internacional Queerfest en 2012. Ella dijo: "Todos somos personas muy diferentes y debemos celebrar nuestras diferencias. No debemos estar en silencio cuando vemos esta agresión intolerante hacia la comunidad LGBT.
En septiembre de 2014, su excompañera de banda Julia Volkova apareció como concursante en un programa llamado "Detector de mentiras", famoso por editar las entrevistas a su conveniencia, en donde parecía hacer comentarios que se consideran altamente homofóbicos, especialmente hacia los hombres homosexuales. Aunque esto nunca fue lo que en realidad dijo.
Inmediatamente Katina reaccionó escribiendo:
"Hey, all! I am seeing some comments lately regarding my position about LGBT and my religion. I can say one thing: God is teaching us to live in love, to be tolerant and not to judge other people! And I do so! Love is love and it is a wonderful feeling! I think everybody should be free to love who they love and be with who they want to spend their life with! Xoxo".
("¡Hola a todos! He estado viendo varios mensajes en las últimas horas en relación a mi opinión sobre la comunidad LGBT y mi religión. Puedo decir una cosa: Dios nos enseña a vivir con amor, a ser tolerantes y a no juzgar a otras personas. Y es lo que yo hago. El amor es el amor y es una sensación maravillosa y creo que todo el mundo debería ser libre de amar a quien quiera y de estar con quien quiera pasar el resto de su vida. Xoxo").

## Discografía
| - 2012: Never Forget Remixes (con Dave Áude) - 2012: Never Forget (Remixes) (feat. THEE PAUS3) - 2012: RAW Session - 07.14.11 - 2013: Diveuny ft. Reuny Henrie - 2014: Lift Me Up (Remixes) - 2014: This is Who I Am - 2016: Esta Soy Yo - 2019: Моно - 2014: European Fan Weekend 2013 Live | - «Never Forget» - «Lift Me Up/Levatame» - «Who I Am» - «An Invitation» - «Keep On Breathing» | Colaboraciones - «Guardian Angel» (con Abandon All Ships) - «Tic Toc» (con Belanova) - «Melody» (con Clark Owen) - «SHOT(Я Буду Рядом)» (con T-killah) - «Paradise» (con Sergio Galoyan) - «It's Christmas Time» (con Orbit Monkey) - «Century» (con [[Re:boot (Kiro and Denis Kurus)]]) - «Love in Every Moment(Любовь в каждом мгновений)» (con Yulia Volkova & Ligalize feat. Mike Tompkins) - «Golden Leaves» (con Noemi Smorra) |

## Premios y nominaciones
| Año  | Ceremonia          | Categoría                  | Resultado |
| ---- | ------------------ | -------------------------- | --------- |
| 2011 | MTV Rusia          | Video Del Año Never Forget | Ganadora  |
| 2012 | Russian Top Awards | Mejor Cantante Femenina    | Nominada  |

## Grupos musicales
- 1994-1997: Avenue
- 1997-1999: Neposedi
- 1999-2011: t.A.T.u